# Ian Maxtone-Graham
Ian Maxtone-Graham (* 3. července 1959 New York) je americký televizní scenárista a producent. Psal scénáře pro pořady Saturday Night Live (1992–1995) a Simpsonovi (1995–2012), přičemž u druhého jmenovaného pořadu působil jako vedoucí producent a konzultant.

## Raná léta
Maxtone-Graham se narodil v New Yorku jako syn námořního historika Johna Maxtone-Grahama. Je pravnukem Jana Struthera, autora Paní Miniverové. Navštěvoval Trinity School a Brownovu univerzitu. Byl nadšeným plavcem a jeho prvním zaměstnáním po vysoké škole byl potápěč v týmu podmořského výzkumu. Poté, co se snažil prosadit v žurnalistice, psal materiály pro televizní pořad Not Necessarily the News a časopisy National Lampoon a Army Man. Díky své práci v časopise Army Man, netradičním časopise vydávaném budoucím kolegou ze Simpsonových Georgem Meyerem, mu následně Jack Handey navrhl práci pro Saturday Night Live.

## Saturday Night Live
Během práce pro Saturday Night Live napsal Maxtone-Graham společně s Adamem Sandlerem píseň „The Chanukah Song“ a podle komentáře na DVD ke klipu SNL „The Best of Alec Baldwin“ napsal také nechvalně proslulý skeč „Canteen Boy“, v němž je Canteen Boy sexuálně obtěžován svým skautským vedoucím, panem Armstrongem (kterého hrál moderátor epizody Alec Baldwin). Podle vzpomínek Jaye Mohra Ian Maxtone-Graham během sezóny 1993–1994 po hádce s Normem Macdonaldem vyhrožoval, že ze seriálu odejde a zažaluje ho. K žalobě však nikdy nedošlo.
Během celonočních scenáristických sezení Saturday Night Live Sarah Silvermanová často kradla spodní prádlo a ponožky ze skrýše nového oblečení, které měl Maxtone-Graham ve své kanceláři, a nosila je místo svého vlastního oblečení.

## Simpsonovi
Maxtone-Graham se mezi fanoušky Simpsonových stal poněkud nechvalně známým díky rozhovoru pro deník The Independent z roku 1998, v němž přiznal, že Simpsonovi před přijetím do zaměstnání „sotva“ viděl a odmítl ženy jako nevhodné pro práci scenáristů seriálu. Ačkoli Maxtone-Graham svými výroky rozčílil mnoho fanoušků, získal za svou práci na Simpsonových šest cen Emmy a za napsání Zdánlivě nekonečného příběhu obdržel cenu Annie.
Jednou z epizod, které Maxtone-Graham napsal, je Fujtajbl, v níž Homer pěstuje hybrid rajčete a tabáku zvaný „tomacco“. Díl se setkal s velkým ohlasem diváků a inspiroval jistého muže z Oregonu k vytvoření vlastní verze tomacca naroubováním stonku rajčete na kořen tabáku. Nakonec dal trochu tomacca Maxtone-Grahamovi, který jej snědl.
Maxtone-Graham se svou výškou 203 cm inspiroval postavu velmi vysokého muže v Simpsonových, jenž se poprvé objevil v dílu Dvaadvacet krátkých filmů o Springfieldu.

### Scenáristická filmografieSimpsonových
8. řada
- Burnsovy otcovské lapálie

9. řada
- Město New York versus Homer Simpson
- Trable s triliony
- Kam s odpadem?

10. řada
- Líza má jedničku

11. řada
- Fujtajbl
- Kdo ví, kdo ovdoví?

12. řada
- Bratrovražedný tenis

13. řada
- Telecí léta

14. řada
- Veliká Marge
- Cesta z maloměsta

15. řada
- Chyť je, když to dokážeš

16. řada
- Požírač srdcí

17. řada
- Zdánlivě nekonečný příběh

18. řada
- 24 minut (s Billym Kimballem)

20. řada
- Nebezpečné zatáčky (s Billym Kimballem)
- Gone Maggie Gone (s Billym Kimballem)

21. řada
- Barva žluti (s Billym Kimballem)

22. řada
- Příběh škorpióna (s Billym Kimballem)

23. řada
- Jak jsem prospal vaši matku (s Billym Kimballem)

24. řada
- Temný rytíř zasahuje (s Billym Kimballem)

25. řada
- Žlutá medaile za zbabělost (s Billym Kimballem)